# Койевая кислота
Койевая кислота (от яп. 麹 /kōji/ — койи) — органическое соединение, представляет собой гидроксильное производное γ-пирона (кетопроизводное пирана).

## Этимология
Название кислоты имеет японское происхождение. Койевая кислота впервые была выделена в 1907 году японским профессором Кендо Сайто из продуктов ферментации вареного риса специальными плесневыми грибками (яп. カビ麹 — плесень койи или кодзи), используемыми для производства саке.

## Физические свойства
Бесцветные кристаллы практически без запаха. Обладает достаточно высокой растворимостью в воде, низших спиртах (метанол, этанол, пропанол) и сложных эфирах. Мало растворима в простых эфирах (диэтиловый эфир), галогенуглеводородах (хлороформ) и т.п.  Не растворима в бензоле и толуоле.

## Химические свойства
Койевая кислота в водных растворах ведет себя как одноосновная кислота очень малой силы (pKa=9.40), что ставит её в один ряд с фенолом.
Образует комплексные соединения с металлами. Конденсируется с ароматическими соединениями и основаниями Шиффа, аминометилируется по Манниху. При сочетании с солями диазония замещение идет в положение 6.
С переходными металлами образует комплексы. При нагревании с хлорангидридом серной кислоты SO2Cl2 в среде хлороформа СНСl3 дает 5-гидрокси-2-хлорметил-γ-пирон.  
Дает интенсивное вишнево-красное окрашивание с раствором хлорида железа (III) FеСl3.

## Биологическая роль
В природе образуется в результате жизнедеятельности плесневых грибов из родов Aspergillus и Penicillium, а также палочковидных бактерий рода Enterobacter и др.
В свободном состоянии образуется при выращивании так называемого японского гриба в растворах тростникового сахара, глюкозы и т.п.

## Получение
В промышленности койевая кислота вырабатывается путем сбраживания различных углеводов, имеющих пирановое кольцо в циклической форме (глюкозы, сахарозы, арабинозы, ксилозы и др.), с помощью штаммов Aspergillus orizae, Aspergillus glaucus и др.
В лаборатории может быть получена гидролизом сложных эфиров койевой кислоты, получаемых из сложных эфиров 1,2-гликозеенов. Вначале путем гидроксилирования гликозеенов под действием пероксибензойной кислоты получают гидратированную форму озонов, которые затем при обработке основаниями претерпевают сложные превращения и образуют требуемые эфиры койевой кислоты:

## Применение
В аналитической химии койевая кислота иногда используется как реагент для определения ионов тяжелых металлов: Fe2+ , Fe3+, Сu2+, Рb2+, Zn2+, Co2+, Mo2+, V3+.
Койевую кислоту можно использовать при переработке свежих фруктов и морепродуктов для предотвращения их потемнения и сохранения яркой окраски. Диэфиры койевой кислоты входят в состав кремов и лосьонов, осветляющих кожу и защищающих ее от действия света. Используется также для лечения некоторых кожных заболеваний, таких как меланодермия.
Койевая кислота обладает выраженным бактерицидным, инсектицидным и противогрибковым действием, а также определенной цитотоксической активностью по отношению к человеческим цервикальным раковым клеткам (HeLa) и колоректальным раковым клеткам (Сасо-2).

## Риски для здоровья
Канцерогенные свойства койевой кислоты, согласно исследованиям, как отмечается в работе 2010 года, при применении к человеческой коже проявятся едва ли (но всё же вероятность роста опухолей повышалась при экспериментах на животных).. Однако к её бесконтрольному применению, вероятно, всё же стоит отнестись с осторожностью, так как соответствующих исследований не проводилось. Ещё одним аргументов в пользу этого является факт запрета к продаже косметических средств, её содержащих, в некоторых странах (в частности, в Японии).